# Stora Stjärnesjön
Stora Stjärnesjön är en sjö i Svenljunga kommun i Västergötland och ingår i Ätrans huvudavrinningsområde.